# Angaragabus jurassicus
Angaragabus jurassicus is een keversoort uit de familie Liadytidae. De wetenschappelijke naam van de soort is voor het eerst geldig gepubliceerd in 1963 door Ponomarenko.